# Luigi Mentasti
Luigi Mentasti, detto Gigio (Varese, 25 marzo 1958), è un ex cestista italiano.

## Carriera
Cresciuto nelle giovanili della Robur et Fides Varese, in Serie A ha vestito le maglie di Vigevano, Varese, Reggio Calabria, Desio, Forlì e Livorno.

## Palmarès

Mentasti in palleggio al PalaBotteghelle contro la Silverstone Brescia nel 1986

- Promozione in Serie A1: 2
Aurora Desio: 1986-87; Libertas Forlì: 1989-90.